# Broken beat
Le broken beat, ou bruk, est un genre de musique électronique avec une forte influence jazz ayant émergé au Royaume-Uni à la fin des années 1990. 

## Caractéristiques
Le genre est caractérisé par un rythme syncopé en 4/4 avec souvent des sons de caisses claires ou battements de mains en contretemps. Mais la diversité des styles rend très difficile une définition précise du genre qui se définit avant tout par une attitude, et aussi un souhait de s'extraire des schémas d'un style défini comme la house ou le 2-step. Comme l'explique Seiji, un de ses producteurs les plus brillants, « J'essaie de faire quelque chose de scientifique, parce qu'à la longue un beat de house peut être ennuyeux, et qu'il est ennuyeux de faire de la musique dans un style particulier où vous avez un beat sur chaque temps. C'est pour cela que nous avons commencé à faire une musique un peu différente, parce qu'on en avait assez ».  
Cela explique sans doute en partie le fait que le genre soit resté underground et sous les radars de la presse musicale mainstream, alors qu'il est un des mouvements musicaux les plus créatifs des 30 dernières années. Les deux grands créateurs du genre sont IG Culture et Dego. Le broken beat a eu une influence majeure dans la musique du Royaume-Uni. 

## Histoire
Le broken beat émerge à Londres, au Royaume-Uni, à la fin des années 1990. Les grands pionniers du genre sont le producteur-compositeur IG Culture, le duo 4hero (Dego et Marc Mac) avec leur album Two Pages, qui aura un impact majeur, Bugz in the Attic, Neon Phusion, Afronaut, et Seiji, notamment. Ce style musical prolonge la tendance déjà présente dans une certaine scène jungle à mélanger les instruments live aux machines. Le genre, ayant émergé dans la zone ouest de Londres ou était basé le label Goya et de nombreux artistes, est habituellement étiqueté « West London ».
Parmi les influences majeures du broken beat pouvant être identifiées : le jazz fusion tendance funk des années 1970 (Headhunters, Lonnie Liston Smith, Mizell Brothers, et Donald Byrd), certains breaks de jazz des années 1960, 1970, ou encore des morceaux de funk du début des années 1980. Afronaught préfère parler de « musique noire progressive » et Bembe Segue, parolière et chanteuse majeure du mouvement, préfère le terme de « jazz cosmique »[réf. nécessaire]. Parmi les artistes majeurs du genre, on peut citer IG Culture, Dego (4Hero), Afronaut, Seiji, Daz I Kue, Domu, Bugz in the Attic, Mark de Clive Lowe, Kaidi Tatham, Alex Attias, Opolopo, Zed Bias, et Somatik. Les labels Goya, People, Bitasweet et Mainsqueeze ont beaucoup compté dans le développement du genre, ainsi que les fameuses soirées Co-Op Sessions qui étaient chaque dimanche la réunion et vitrine principale du mouvement, dans le quartier de Shoreditch à Londres. Abritées par le club Plastic People dont le sound-system Funktion One était considéré comme un des meilleurs du monde, ces soirées devenues légendaires étaient un laboratoire, les producteurs DJs y étrennant leurs productions à peine sorties du studio. Elles étaient aussi une messe, la communauté broken beat s'y retrouvant chaque semaine en ayant conscience de vivre quelque chose d'exceptionnel. Les soirées Co-Op revivent - après des années d'interruption - aujourd'hui sous les hospices de Boiler Room une fois par an.  
L'âge d'or du broken beat s'étend jusqu'aux environs de 2007. Ses plus grands succès commerciaux ont été Hold it Down, remix de 4Hero par Bugz in the Attic et Booty La La des mêmes Bugz in the Attic qui a atteint la 44e place des ventes britanniques en janvier 2005. Des percées commerciales sans commune mesure avec la créativité du genre et son impact sur les autres scènes, les rythmes Broken faisant aujourd'hui partie du paysage, y compris Pop, sans que le genre lui-même soit connu en dehors d'une minorité d'initiés. Après une très nette décélération de la production à partir de 2007, beaucoup concluent à la mort du genre. Mais certains artistes majeurs tels que IG Culture, Dego, Kaidi Tatham continuent à creuser leur sillon (Dego réfute le label de broken beat pour ses productions depuis des années), et une nouvelle génération d'artistes contribue à entretenir la flamme d'un mouvement dont la scène est en fait une véritable famille musicale. 
Les soirées Jazzre:freshed, chaque jeudi soir au Mau Mau sur Portobello Road, réunissent chaque semaine une partie de cette scène, et produisent des concerts de jazz avec la jeune génération Londonienne très influencée par le genre. Kaidi Tatham et Mark de Clive Lowe font partie des pionniers du genre qui s'y produisent régulièrement. 